# سانديلى مثيثوا
سانديلى مثيثوا (بالإنجليزية: Sandile Mthethwa)‏ هو لاعب كرة قدم جنوب أفريقي في مركز الدفاع، ولد في 14 أبريل 1997 في ريتشاردز باي ‏ في جنوب أفريقيا. شارك مع منتخب جنوب أفريقيا لكرة القدم.

## وصلات خارجية
- سانديلى مثيثوا على موقع قاعدة بيانات كرة القدم.إي يو (الإنجليزية)
- سانديلى مثيثوا على موقع ناشيونال فوتبول تيمز (الإنجليزية)
- سانديلى مثيثوا على موقع Soccerway.com (الإنجليزية)
- سانديلى مثيثوا على موقع عالم كرة القدم.نت (الإنجليزية)